# Halado
Halado is een bestuurslaag in het regentschap Toba Samosir van de provincie Noord-Sumatra, Indonesië. Halado telt 314 inwoners (volkstelling 2010).